# تپه‌حصار شماره ۲
تپه حصار شماره ۲ مربوط به دوره اشکانیان - سده‌های اولیه دوران‌های تاریخی پس از اسلام است و در شهرستان کبودرآهنگ، بخش مرکزی، دهستان راهب، ۱ کیلومتری غرب روستای حصار واقع شده و این اثر در تاریخ ۷ اسفند ۱۳۸۶ با شمارهٔ ثبت ۲۱۶۳۰ به‌عنوان یکی از آثار ملی ایران به ثبت رسیده است.